# Coolhunting
Coolhunting bzw. Trendjagd bezeichnet das professionelle Aufspüren von Trendsettern, das Identifizieren und Kommerzialisieren von kommenden Trends, vor allem Lifestyle-Trends.
Coolhunting-Unternehmen haben sich darauf spezialisiert mit (Trend-)Scouts entsprechende Entwicklungen möglichst früh ausfindig zu machen, indem die aktuelle Jugendkultur laufend beobachtet und auch interviewt wird. Sobald interessante Sachverhalte von den Coolhunting-Unternehmen identifiziert wurden, werden sie weiter analysiert und in Szenarien und Reports verarbeitet.
Diese Trend-Reports werden dann der Industrie für meist sehr hohe Preise verkauft. Unternehmen, die Trend-Reports kaufen, versprechen sich davon Hinweise auf neueste Produktentwicklungen. Unternehmen lernen so von den Kunden (z. B. Jugendlichen auf der Straße).
Beim Coolhunting werden folgende Personentypen einbezogen: Trendsetter, Early Adopter, Technology Evangelist und Lead User.